# Theodor Schubert (General, 1851)
Theodor Ludwig Hermann Schubert (* 22. Dezember 1851 in Krempa; † 30. Juli 1926 in Ragaz, Schweiz) war ein preußischer General der Artillerie im Ersten Weltkrieg.

## Leben

### Herkunft
Theodor Ludwig Hermann war der Sohn des Rittergutbesitzers Theodor Schubert (* 7. Oktober 1816 in Posen; † 10. Januar 1890 in Bogislawitz), Herr auf Bogislawitz, Rachelsdorf, Koschine, Kalmow, und dessen Ehefrau Amalie, geborene Lebius (* 12. Januar 1823 in Rawitsch; † 30. November 1855 in Krempa). Seine beiden Brüder schlugen ebenfalls eine Militärkarriere in der Preußischen Armee ein. Conrad avancierte zum Generalleutnant, Richard zum Generaloberst.

### Militärkarriere
Schubert besuchte ab 1860 das Gymnasium in Ostrowo. Er trat dann am 25. Februar 1871 als Kanonier in das Feldartillerie-Regiment „von Podbielski“ (1. Niederschlesisches) Nr. 5 der Preußischen Armee in Sprottau ein. Dort wurde er am 18. Oktober 1871 Portepeefähnrich. Mit der Trennung der Fußartillerie von der Feldartillerie wurde Schubert am 26. Oktober 1872 in das Niederschlesische Fußartillerie-Regiment Nr. 5 nach Posen versetzt und am 12. Dezember 1872 zum Sekondeleutnant befördert. Vom 1. Oktober 1874 bis 16. Juni 1876 kommandierte man Schubert zur weiteren Ausbildung an die Vereinigte Artillerie- und Ingenieurschule, die er mit sehr gutem Erfolg abschloss. Nach seiner Rückkehr in den Truppendienst war Schubert vom 1. August 1878 bis 31. Oktober 1879 Adjutant des I. Bataillons und anschließend wurde er bis 31. Oktober 1884 als Regimentsadjutant verwendet. In der Zwischenzeit war er am 22. März 1881 Premierleutnant geworden. Am 13. November 1886 folgte seine Beförderung zum Hauptmann unter gleichzeitiger Ernennung zum Chef der 7. Kompanie. Aufgrund seiner guten artilleristischen Kenntnisse wurde Schubert dann am 17. Juni 1889 als Lehrer an die Vereinigte Artillerie- und Ingenieurschule versetzt. Nach seiner Lehrtätigkeit wurde Schubert am 15. August 1893 Artillerieoffizier vom Platz in Magdeburg und in dieser Funktion am 22. März 1895 zum Major befördert. Als solcher kam er am 19. März 1896 als Stabsoffizier nach Königsberg in das Fußartillerie-Regiment „von Linger“ (Ostpreußisches) Nr. 1 und wurde hier am 1. April 1898 zum Bataillonskommandeur ernannt. Ein halbes Jahr später übernahm Schubert als Kommandeur das I. Bataillons des 1. Westpreußischen Fußartillerie-Regiments Nr. 11 in Thorn. Nachdem er das Bataillon bis zum 21. Mai 1900 geführt hatte, wurde er à la suite des Regiments gestellt und anschließend zum Ersten Artillerieoffizier vom Platz in Posen genannt. In dieser Stellung folgte am 16. Juni 1901 die Beförderung zum Oberstleutnant. Vom 22. März 1902 bis zu seiner Ernennung zum Kommandeur des Westfälischen Fußartillerie-Regiments Nr. 7 in Köln war Schubert Direktor der 2. Artilleriedepotdirektion. Am 17. Mai 1904 wurde er zum Oberst befördert und erhielt dann am 19. Dezember 1907 das Kommando über die 4. Fußartillerie-Brigade in Metz. In dieser Stellung wurde er am 18. August 1908 zum Generalmajor sowie am 21. April 1911 zum Generalleutnant befördert. Im Jahr darauf wurde Schubert am 22. März 1912 mit Pension zur Disposition gestellt.
Zu Beginn des Ersten Weltkriegs wurde Schubert reaktiviert und zum General der Fußartillerie beim Gouvernement Straßburg ernannt. Von diesem Posten wurde er am 4. Juni 1916 entbunden und anschließend zum Kommandeur der 92. Reserve-Infanterie-Brigade ernannt. Die Brigade führte Schubert in den kommenden Monaten im Verband mit der 46. Reserve-Division u. a. in der Schlacht an der Somme sowie in den Stellungskämpfen in der Champagne und in Lothringen. Aufgrund seiner guten Führung erhielt Schubert am 6. Januar 1917 das Kommando über die 22. Reserve-Division. Mit der Division war er in Flandern, im Artois, in Lothringen und im Oberelsass im Einsatz. Außerdem beteiligte er sich an der Großen Schlacht in Frankreich und den Kämpfen um den Kemmel. Für seine Leistungen wurde Schubert mit dem Eisernen Kreuz II. und I. Klasse, am 11. Oktober 1917 mit dem Komturkreuz des Königlichen Hausordens von Hohenzollern mit Schwertern sowie am 21. Mai 1918 mit dem Kronenorden I. Klasse mit Schwertern ausgezeichnet. Zwischenzeitlich verlieh ihm Wilhelm II. am 27. Januar 1918 den Charakter als General der Artillerie.
Am 8. Oktober 1918 gab Schubert das Divisionskommando ab und seine Mobilmachungsbestimmung wurde am Folgetag aufgehoben. Gleichzeitig erhielt er zum Abschied die Krone zum Roten Adlerorden II. Klasse mit Eichenlaub, Stern und Schwertern.

### Familie
Schubert hatte am 7. Oktober 1884 in Berlin Marie Lippelt geheiratet. Die Ehe blieb kinderlos.